# Boogie (film, 2021)
Pour les articles homonymes, voir Boogie.
Pour plus de détails, voir Fiche technique et Distribution.
Boogie est un film dramatique américain écrit et réalisé par Eddie Huang pour ses débuts de réalisateur sorti en 2021. Il met en vedette Taylor Takahashi, Taylour Paige, Bashar « Pop Smoke » Jackson et Jorge Lendeborg Jr. 
Le film marque la première et unique apparition de Jackson au cinéma avant sa mort en février 2020. Il est sorti le 5 mars 2021, par Focus Features. Le film a reçu des avis mitigés de la part des critiques et a rapporté 4,2 millions de dollars.

## Synopsis
Phénomène du basket-ball dans le Queens, à New York, Alfred « Boogie » Chin lutte pour trouver un équilibre entre la pression exercée par ses parents traditionnels d'Asie de l'Est pour qu'il obtienne une bourse d'études dans une université d'élite et la poursuite de ses rêves de National Basketball Association (NBA).

## Distribution
- Taylor Takahashi (VQ : Louis-Philippe Berthiaume) : Alfred « Boogie » Chin
- Taylour Paige (VQ : Célia Gouin-Arsenault) : Eleanor
- Jorge Lendeborg Jr. (VF : Juan Llorca ; VQ : Alexandre Bacon) : Richie
- Bashar « Pop Smoke » Jackson (VQ : Fred-Éric Salvail) : Moine
- Pamelyn Chee (VQ : Catherine Bonneau) : Mme Chin
- Perry Yung (VQ : Jean-François Beaupré) : M. Chin
- Mike Moh (VQ : Maël Davan-Soulas) : Melvin
- Alexa Mareka (VF : Charlotte D'Ardalhon ; VQ : Mylène Mackay) : Alissa
- Domenick Lombardozzi (VQ : Patrick Chouinard) : Entraîneur Hawkins
- Steve Coulter (VF : Bernard Bollet ; VQ : François Trudel) : M. Richmond
- Eddie Huang (VQ : Kevin Houle) : Oncle Jackie
- Charlamagne tha God (VF : Diouc Koma) : Patrick
- Jessica Huang : diseuse de bonne aventure
- Claire Hsu : Jeune Mme Chin
- Ren Hsieh : Jeune M. Chin
- Despot : Entraîneur adjoint
- AC Casciani : MC de la caserne
- Ming Wu : Arthur (Équipe des Dragons)
- Terayle Hill : Terayle (Équipe du dragon)
- Fernold Degand : Thompson (Équipe MLK)
- Bernard Chang : Cuisinier des Oracles
- Mitchell Ito : Memphis Houston
- Samantha Eberle : Joy
- Tommy Bo : Terry
- Shenell Edmonds : Tina
- Ben Davis : Josh (Scout de St. John's)
- Ezra Knight : Entraîneur MLK
- Margaret Odette : Principal Kodak
- Sam Jules : Todd
- Ed Aristone : Flics
- Ariel Eliaz : Flics

 Source et légende : version française (VF) sur RS Doublage; version québécoise (VQ) sur Doublage.qc.ca

## Réalisation
En août 2019, il a été annoncé que Taylor Takahashi, Pamelyn Chee et Jorge Lendeborg Jr avaient rejoint le casting du film, qu'Eddie Huang réalisait à partir d'un scénario qu'il a écrit, et que Focus Features distribuait. En septembre 2019, Mike Moh, Dave East, Perry Yung, Alexa Mareka, Taylour Paige et Domenick Lombardozzi ont rejoint le casting du film,.
Le tournage principal a commencé en août 2019 dans le Queens et à Manhattan. Le tournage a duré 26 jours et s'est également déroulé à Flushing, à New York.

### Musique
Crédits adaptés de Tidal.
| 1.  | AP (réalisé par Pop Smoke)                                         | - 808Melo - Rico Beats     | 2:51 |
| 2.  | Fashion (réalisé par Pop Smoke avec Polo G)                        | - CashMoneyAP - Rico Beats | 3:19 |
| 3.  | No Cap (Remix) (réalisé par Pop Smoke avec M24)                    | Quincy 'Tell Em'           | 3:25 |
| 4.  | Up It (réalisé par 10k Mula)                                       | Music Production Studios   | 2:08 |
| 5.  | Need It (réalisé par Nycani)                                       | - Stefanccino - Yozora     | 2:12 |
| 6.  | Plug Speak Taiwanese (réalisé par Bad Boy Raco G avec Eddie Huang) | - Clark - 808Melo          | 2:32 |
| 7.  | Faded (réalisé par Jacquees)                                       | Tasha Catour               | 2:52 |
| 8.  | Big Drip (réalisé par Fivio Foreign)                               | AXL Beats                  | 2:48 |
| 9.  | So Pay La (réalisé par Triad God)                                  | - Keating - Palmistry      | 2:29 |
| 10. | Stylin (réalisé par Bella Sky avec Bad Boy Raco G)                 | Clark                      | 2:19 |
| 11. | Mr. Chin (réalisé par Yellowman)                                   | Henry « Junjo » Lawes      | 4:02 |
| 12. | When It's All Over (réalisé par Kamaal Williams)                   | Williams                   | 1:15 |
| 13. | Fear Over Love (réalisé par Sheff G)                               | Great John                 | 1:53 |
| 14. | Welcome to the Party (réalisé par Pop Smoke)                       | 808Melo                    | 3:34 |

## Sortie
Il est sorti le 5 mars 2021.

## Accueil

### Box office
Aux États-Unis et au Canada, Boogie a réalisé 430 000 $ dans 1 252 cinémas le premier jour de sa sortie. Il a ensuite réalisé 1,2 million de dollars, terminant à la cinquième place du box-office. Le film a fait 730 000 $ lors de son deuxième week-end, restant à la quatrième place.

### Réaction critique
L'agrégateur de critiques Rotten Tomatoes rapporte un taux d'approbation de 43% sur la base de 70 critiques, avec une note moyenne de 5,5/10. Le consensus des critiques du site Web se lit comme suit : « Boogie rate son coup avec une intrigue artificielle et un ton inégal ». Selon Metacritic, qui a échantillonné 24 critiques et calculé une note moyenne pondérée de 53 sur 100, le film a reçu des « critiques mitigées ou moyenne ». Les spectateurs interrogés par CinemaScore ont donné au film une note moyenne de  « C+ » sur une échelle de A+ à F, tandis que PostTrak rapporte que 70 % des spectateurs lui ont donné une note positive, 55 % d'entre eux déclarant qu'ils le recommanderaient certainement.
Teo Bugbee du The New York Times a donné une critique mitigée à positive, écrivant « C'est un film compétent, mais il ne parvient pas à atteindre les grandes ligues ». Chris Vognar, du San Francisco Chronicle, a donné au film la note de « petit homme assis », ce qui équivaut à 3/5 étoiles, en déclarant qu'il est « rafraîchissant de voir le rare drame asiatique américain sur grand écran, mais une grande partie du conflit dans Boogie, sur le terrain et en dehors, semble insuffisamment cuit ». Alison Willmore de Vulture a donné une critique mitigée à négative, écrivant que les « idées du film sur l'identité asiatique américaine et le fait d'être Chinois en Amérique sont vagues » et qu'« il considère la négritude avec un mélange grondant de convoitise et de ressentiment ».
Robert Daniels, d'IndieWire, a attribué une note de « D » au film, déclarant que  « le drame sportif d'Eddie Huang sur le passage à l'âge adulte exalte la lutte des Américains d'origine asiatique tout en tombant dans la même marginalisation qu'il prétend mépriser ».